# Simulator de viață la fermă
Simulatorul de viață la fermă este un subgen al simulatoarelor de viață care utilizează elemente ale simulatoarelor sociale și ale simulatoarelor de întâlniri. Jocurile prezintă, în general, un protagonist care se mută într-un mediu rural și preia o fermă, adesea ca urmare a unei moșteniri de la o rudă decedată sau din cauza plictiselii vieții urbane. Personajul controlat de jucător cultivă plante și crește animale pentru a câștiga bani și poate interacționa cu o gamă variată de personaje care locuiesc în sat, lucrând totodată spre atingerea obiectivului principal al poveștii, dacă acesta există. Poveștile jocurilor includ adesea orașe-fantomă în declin, care trebuie revitalizate prin acțiunile jucătorului. Jocurile tind să prezinte o agricultură simplificată și mai puțin realistă, spre deosebire de o simulare autentică, cum ar fi Farming Simulator.
Originile genului se află în seria Harvest Moon din perioada 1996–2013, redenumită ulterior Story of Seasons, care, alături de seria spin-off cu elemente fantastice Rune Factory, a fost aproape singura serie din acest gen până la apariția Stardew Valley, un joc indie de succes inspirat de aceasta, care a popularizat simulatoarele de viață la fermă ca gen distinct.